# МР-513
МР-513 — пружинно-поршнева мисливська гвинтівка (клас «Магнум»).
Випускається в калібрах 4.5 та 5.5 мм, має паспортну енергію пострілу 25 Дж. Швидкість 4.5 мм кульки — 300 м/с, 5.5мм — від 230 м/с до 250 м/с. Продається за ліцензією. Має ложе з тонованої берези. Кріплення під оптичний приціл: «ластівчин хвіст» шириною 11 мм.

## Особливості
Гвинтівка обладнана курком (очевидно, з цієї причини і позиціонується, як мисливська), який грає вирішальну роль для учинення пострілу при запуску УСМ. Після виконання повного циклу заряджання, властивого ППП-гвинтівкам (взведення, установка кулі в казенник, закриття ствола), після якого більшість з гвинтівок готові до пострілу (маються на увазі моделі, обладнані неавтоматичним запобіжником), МР-513 додатково потребує взведення всього курка, безпосередньо перед пострілом, тим самим максимально імітуючи характер механіки застарілих моделей мисливських рушниць і створюючи таку собі «атмосферу старовини» на полюванні.  
2. Відповідно до законів України, на всій її території продаж моделі калібру .177 (4,5 мм) здійснюється вільно, без здійснення яких-небудь реєстрацій або отримання будь-яких довідок/ліцензій в органах МВС України (єдина умова - повноліття покупця), але оскільки полювання з пневматикою на території України заборонено, дана гвинтівка заборонена для використовуватися з метою полювання (як і будь-яка інше пневматична зброя, незалежно від калібру).